# Heroes (альбом Джонни Кэша и Уэйлона Дженнингса)
| Оценки критиков | Оценки критиков |
| Источник        | Оценка          |
| --------------- | --------------- |
| AllMusic        | [ 1 ]           |

Heroes — студийный альбом дуэта американских кантри-музыкантов Джонни Кэша и Уэйлона Дженнингса, изданный 19 мая 1986 года лейблом Columbia Records.

## Отзывы
Альбом получил положительные отзывы музыкальной критики и интернет-изданий. Диск занял 13-е место в чарте кантри-альбомов Billboard Top Country Albums. У Кэша-солиста не было другого более высокого чарта до альбома 2000 года American III: Solitary Man (№ 11 C&W). Брюс Эдер из AllMusic называет этот LP «одной из самых малоизвестных записей в творчестве обоих артистов, что удивительно, учитывая качество музыки, пения и общего производства. Сопродюсер Чипс Моман, Кэш и Дженнингс находятся на вершине своей игры (и настолько хороши в своем деле, что делают его легко), что здесь нет ни одного слабого места».

## Список композиций
| №   | Название                                     | Автор(ы)                                   | Длительность |
| --- | -------------------------------------------- | ------------------------------------------ | ------------ |
| 1.  | «Folks Out on the Road»                      | Frank J. Myers, Eddy Raven, David Powelson | 2:47         |
| 2.  | «I'm Never Gonna Roam Again»                 | Rodney Crowell                             | 2:56         |
| 3.  | «American by Birth»                          | Roger Alan Wade                            | 2:33         |
| 4.  | «Field of Diamonds»                          | Johnny Cash, Jack Wesley Routh             | 2:37         |
| 5.  | «Heroes»                                     | Jennifer Kimball, Thomas Kimmel            | 4:16         |
| 6.  | «Even Cowgirls Get the Blues»                | Crowell                                    | 3:03         |
| 7.  | «Love Is the Way»                            | Kris Kristofferson                         | 2:31         |
| 8.  | «Ballad of Forty Dollars»                    | Tom T. Hall                                | 3:11         |
| 9.  | «I'll Always Love You (in My Own Crazy Way)» | Frankie Miller, Troy Seals, Eddie Setser   | 3:58         |
| 10. | «One Too Many Mornings»                      | Bob Dylan                                  | 2:38         |

## Чарты

### Еженедельные чарты
| Чарт (1986)                        | Высшая позиция |
| ---------------------------------- | -------------- |
| США (Billboard Top Country Albums) | 13             |